# Donald William Wuerl
Donald William kardinál Wuerl (* 12. listopadu 1940 Pittsburgh) je americký římskokatolický arcibiskup a kardinál, bývalý pittsburský biskup (1988–2006) a washingtonský arcibiskup (2006–2018).

## Kněz
Studoval na Americké Katolické univerzitě ve Washingtonu a Papežské univerzitě Gregoriana v Římě. Kněžské svěcení přijal 17. prosince 1966. Působil jako kaplan ve farnosti v Pittsburghu a následně se stal osobním sekretářem diecézního biskupa Johna Wrighta. Zůstal jím i tehdy, kdy se Wright stal prefektem Kongregace pro klérus. V roce 1974 získal doktorát z teologie na Papežské univerzitě Angelicum. V letech 1981 až 1985 byl rektorem kněžského semináře v St. Paul v Pittsburghu.

## Biskup
Dne 30. listopadu 1985 ho papež Jan Pavel II. jmenoval pomocným biskupem v arcidiecézi Seattle, biskupské svěcení přijal 6. ledna 1986 ve svatopetrské bazilice z rukou Jana Pavla II. O dva roky později, 12. února 1988, byl jmenován jedenáctým biskupem diecéze Pittsburgh. V této diecézi uskutečňoval program reorganizace a revitalizace farností (The Parish Reorganization and Revitalization Project) spočívající ve spojování malých farností. Tento program později sloužil jako vzor i pro další diecéze. Od roku 1990 se podílel na televizním pořadu Teaching of Christ (Kristovo učení) a napsal katechismus pro dospělé se stejným názvem. Arcibiskupem Washingtonu ho jmenoval papež Benedikt XVI. dne 16. května 2006.

## Kardinál

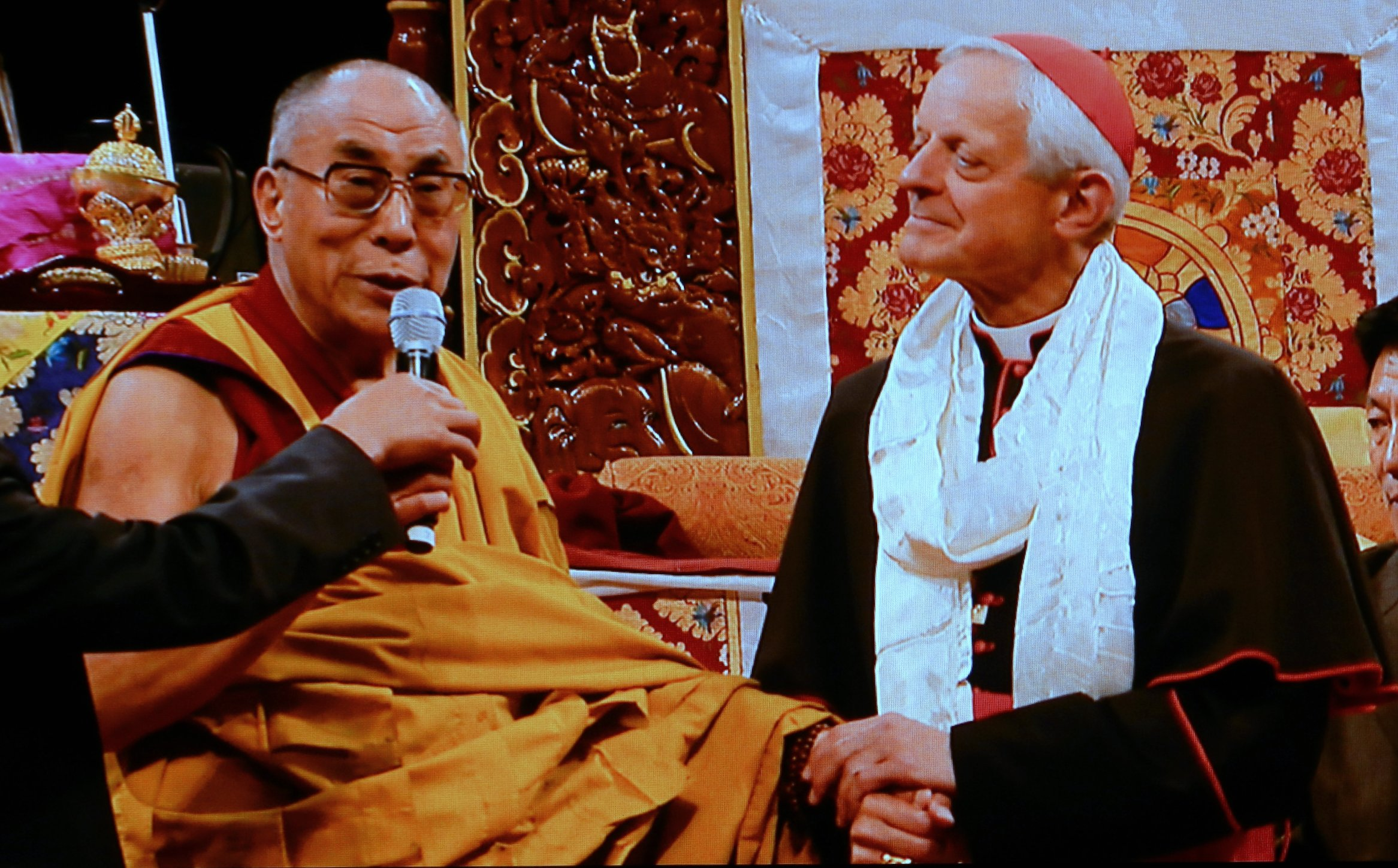

Dne 29. října 2010 bylo ohlášeno jeho jmenování kardinálem. Kardinálské insignie převzal při konzistoři 20. listopadu téhož roku. Kardinál Wuerl patřil k předním liberálním kardinálům, byl spojencem a podporovatelem papeže Františka, který jej jmenoval do vlivné Kongregace pro biskupy.
Konec jeho kariéry jako arcibiskupa provázely rozsáhlé skandály spojené se sexuálním zneužíváním duchovními, kdy byl kritizován, jednak za způsob, jakým je řešil coby pittsburský biskup (velká porota vyšetřující tyto případy v Pensylvánii jeho postupy označila za krytí těchto zločinů), protože vystupoval coby ochránce a podporovatel kardinála McCarricka. Papež František přijal jeho rezignaci na arcibiskupský úřad v roce 2018, nicméně označil ho přitom za příkladného biskupa a odmítl ho jakkoliv potrestat, což se setkalo s ostrou kritikou ze strany amerických politiků a novinářů.